# Средства массовой информации Крыма
Средства массовой информации Крыма — органы сбора, обработки и распространения информации, предназначенной для массовой аудитории, в Крыму. Первая газета в Крыму была издана в 1838 году. Первая радиопередача крымской радиостанцией была передана в эфир в 1930 году, а в 1959 году началось телевещание. По состоянию на 2015 год в Крыму российскими властями было зарегистрировано 250 средств массовой информации.

## Печатные СМИ

### Российская империя
Впервые газета на территории полуострова была издана в 1838 году, когда началось издание «Таврических губернских ведомостей». Вплоть до 1917 года в Таврической губернии в разное время издавалось более 300 периодических изданий всех направлений в 22 населённых пунктах губернии. Выпуск и контроль за печатью осуществлялся в столице Таврической губернии — в Симферополе. За делопроизводством следил созданный при Таврическом губернском правлении газетный стол. Чиновники газетного стола вплоть до 1905 года отвечали за передачу ходатайств об открытии новых изданий перед МВД в Санкт-Петербурге.
Наиболее заметными губернскими изданиями в это время являлись «Таврические епархиальные ведомости», «Полицейский листок» Керчь-Еникальского градоначальства и «Крымский вестник садоводства и виноделия». Протокольная информация о работе Таврического земства печаталась в издании «Журналы и постановления губернских земских собраний Таврического земства», выходившего в свет с 1896 по 1914 год.
Появление частных печатных изданий относится к концу 1870-х годов. Первыми среди них стали «Крымский листок» Н. Михно и «Таврида» И. И. Канзаса. Обе газеты были закрыты под давлением цензуры. С 1882 года по 1906 год под названиями Севастопольский листок и Крым выходила частная газета О. Протопоповой в Севастополе и после 1888 года Симферополе. Первым изданием, вышедшем в свет не на русском языке в 1860 году стал армянский журнал «Масяц агавни», появившийся в Феодосии. На крымскотатарском с 1883 года издавалась газета «Терджиман», основателем которой стал Исмаил Гаспринский. В Евпатории издавались «Известия караимского духовного правления» во главе с главным редактором Ароном Катыком.
С 1888 и по 1920 год выходил в Севастополе «Крымский вестник» - "Политическая, общественная и научная газета".
Издание старейшей газеты Крыма «Таврических губернских ведомостей» прекратилось в 1920 году после установления большевистского контроля над полуостровом.

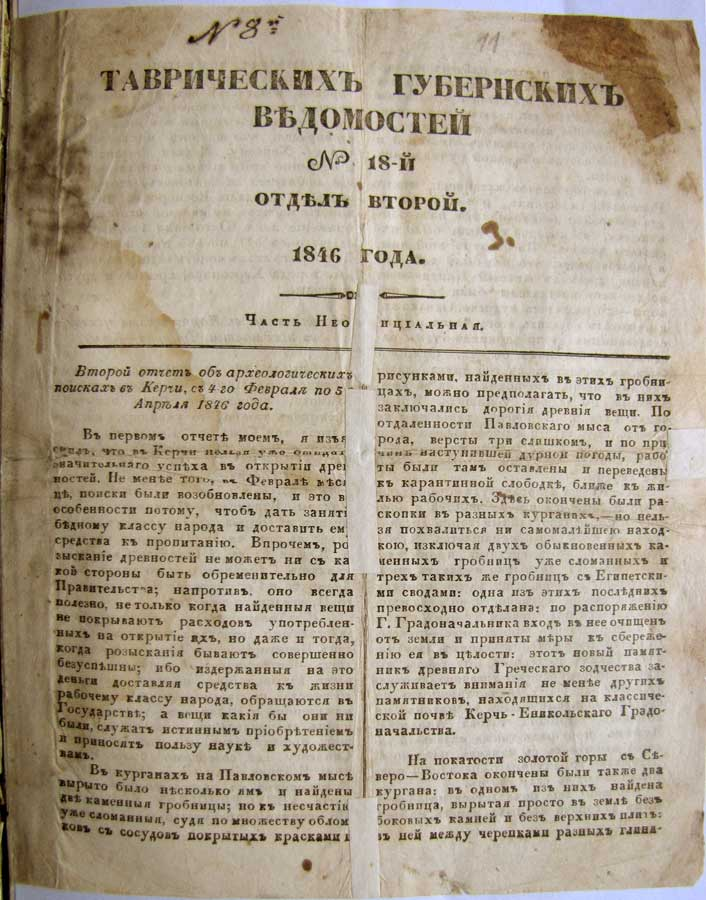
Газета Таврические губернские ведомости» №18 от 1846 года
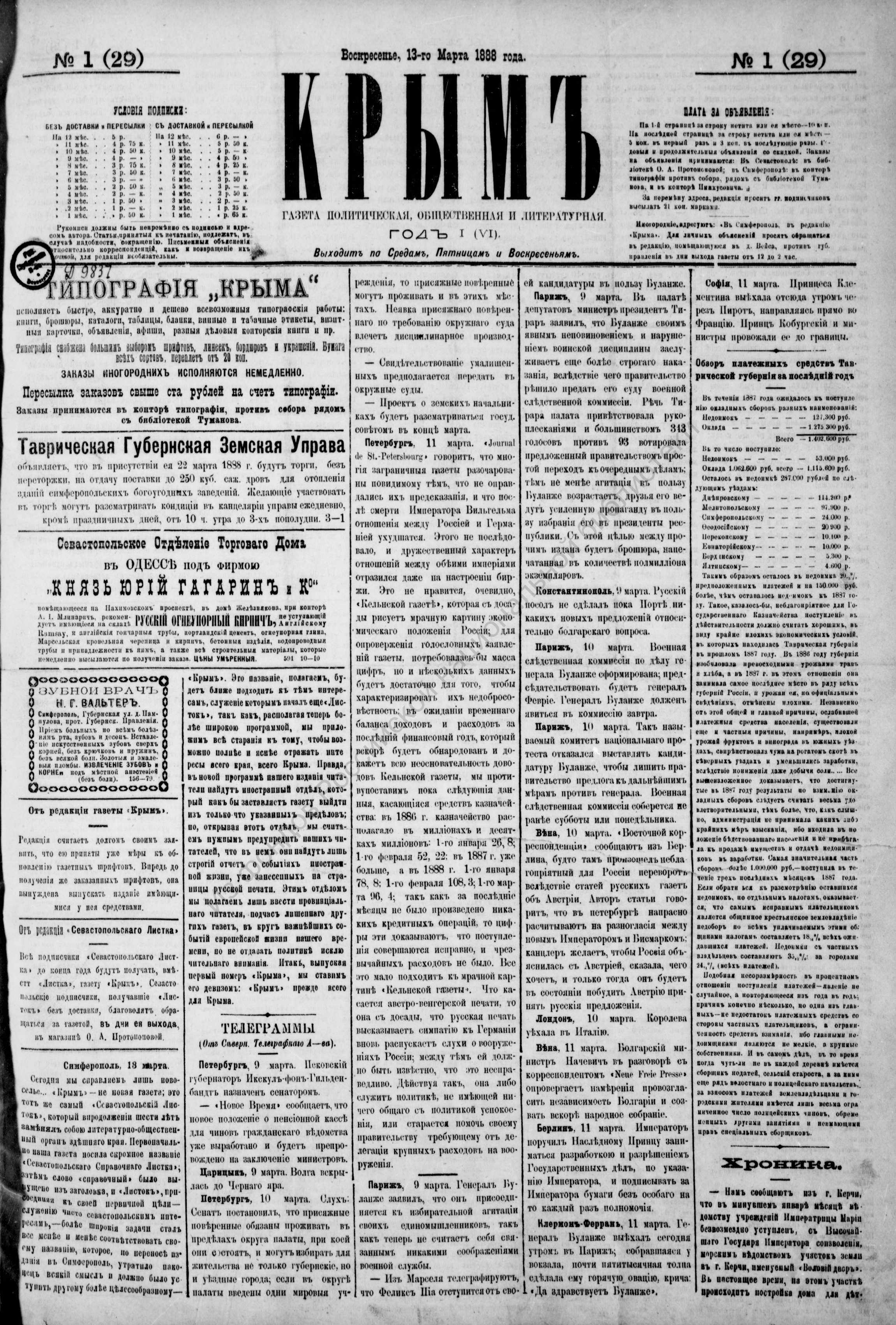
Газета «Крым» (ранее Севастопольский листок) от 13 марта 1888 .
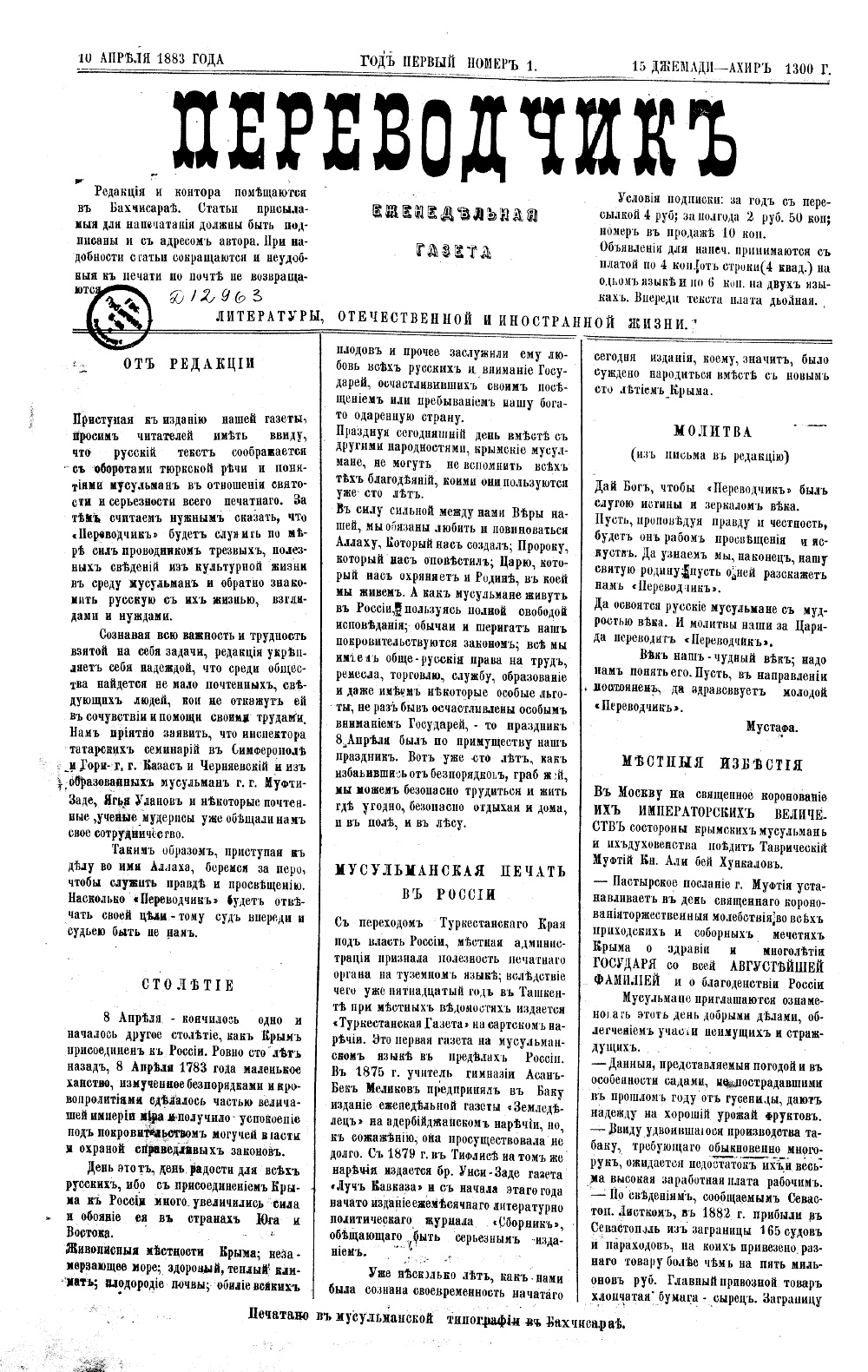
Газета «Терджиман» (Переводчик) №1 от 10 апреля 1883 года
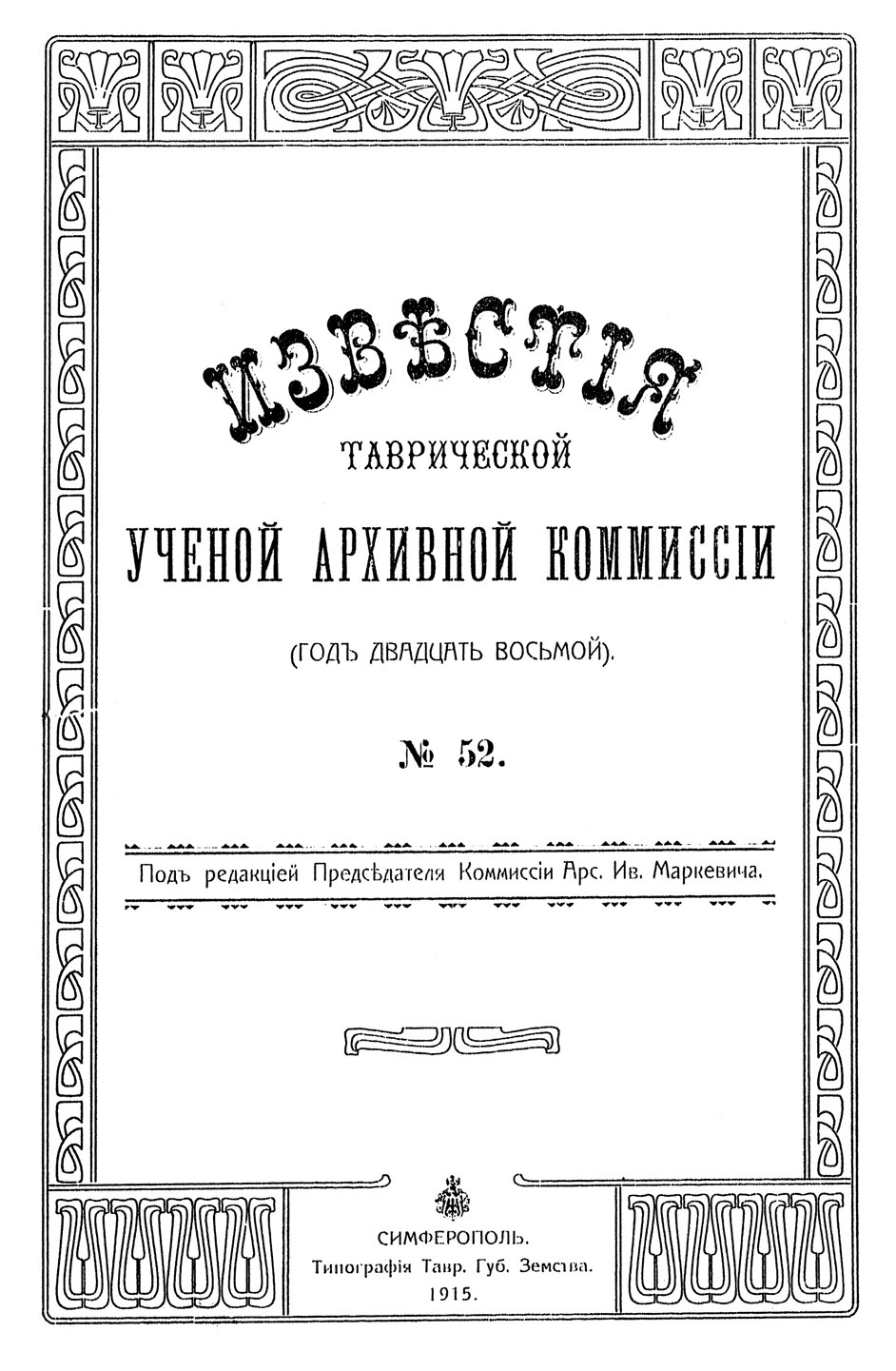
«Известия Таврической Ученой Архивной Комиссии» № 52 от 1915 года
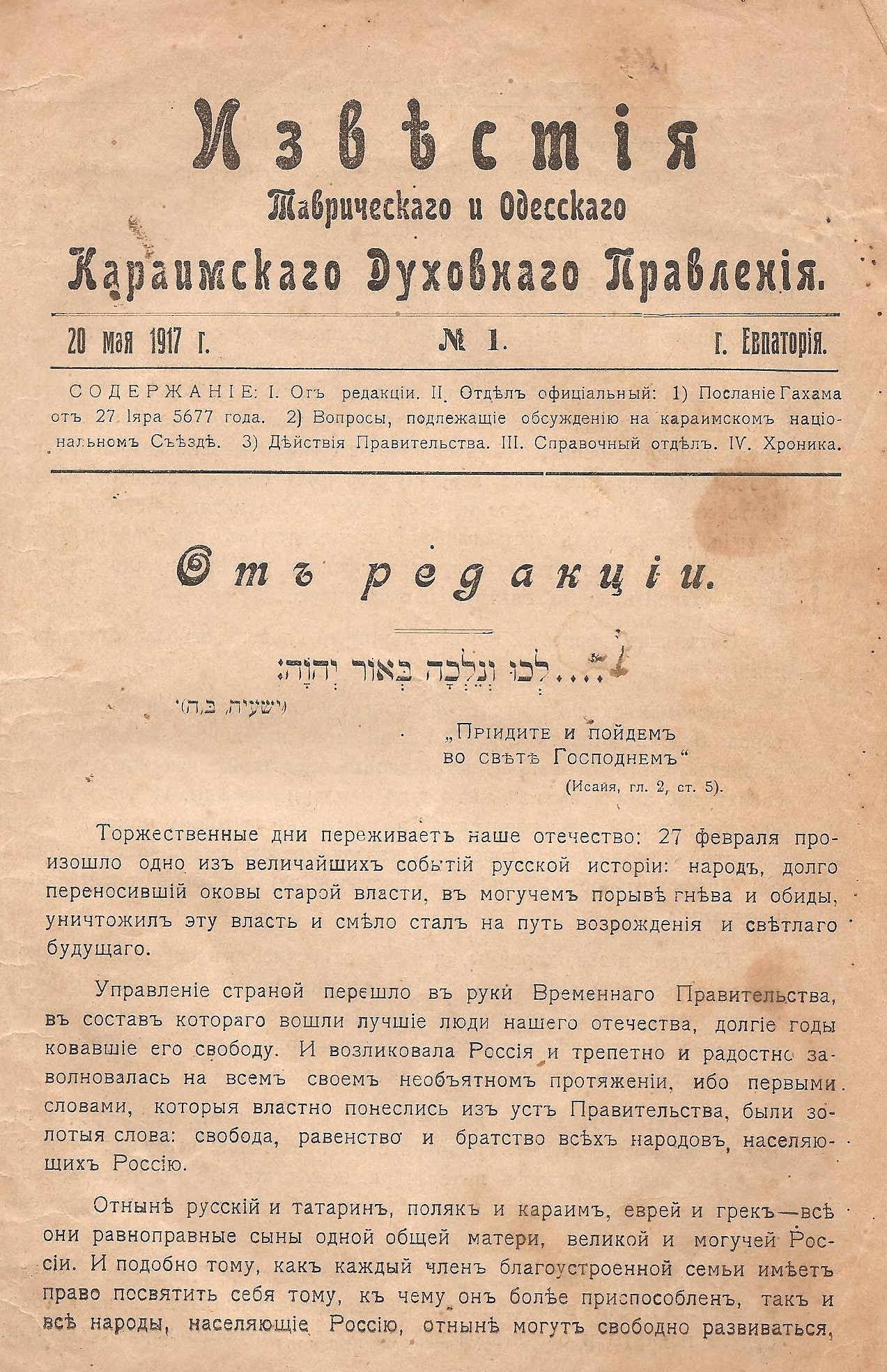
Журнал Известия караимского духовного правления №1 от 20 мая 1917 года
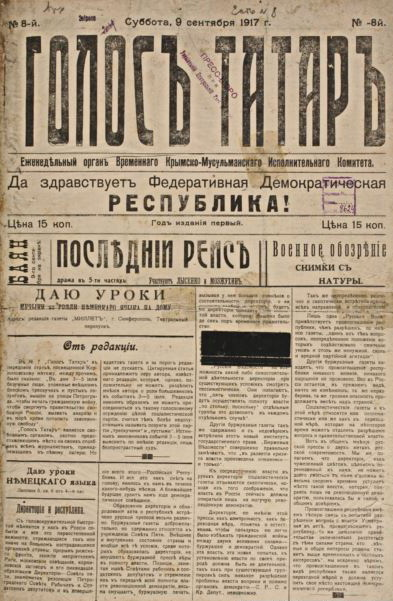
Газета «Голос татар» № 8 от 9 сентября 1917 года

Имелись и специализированные издания. Таврическая учёная архивная комиссия печатала «Известия Таврической Учёной Архивной Комиссии». Всего, с 1887 по 1920 годы, было выпущено 57 томов этого издания, в которых кроме более 400 собственно научных статей, исторических документов, археологических находок опубликовались также новости науки и культуры, отчёты об экспедициях и экскурсия и т. д.. Крымско-Кавказский горный клуб ежегодно издавал «Записки Крымско-Кавказского Горного Клуба», Одесса, выходившие в 1891—1917 годах, где Крыму было посвящено много материалов и широко печатались крымские авторы.

### Революция и гражданская война
С отменой цензуры после Революции февраля 1917 года открылось множество изданий. Временный крымский мусульманский исполнительный комитет начал издавать газеты «Миллет» на крымскотатарском языке и «Голос татар» на русском языке.
В связи с почти десятком перемен власти на территории полуострова газеты, особенно освещавшие общественно-политическую тематику, открывались и запрещались с калейдоскопической частотой. Как фельетонист печатался в газете «Таврический голос», органе Второго Крымского краевого правительства зимой 1919 крупный русский журналист А. Т. Аверченко. Газету опекал министр юстиции В. Д. Набоков (отец В. В. Набокова). С июля 1919 года Аверченко работал в газете «Юг» (впоследствии — «Юг России»), агитируя за помощь Добровольческой армии.

### Советский период
Первой газетой большевиков на полуострове является «Известия Севастопольского ревкома», появившиеся в 1917 году и в дальнейшем трансформировавшиеся в газету «Слава Севастополя». В следующем году была издана «Таврическая правда», ставшая рупором комитета РСДРП (б), а в редакционный состав которой вошли Дмитрий Ульянов, Юрий Гавен, Орион Алексакис и Владислав Кобылянский.
В марте 1918 года в Феодосии вышла «Феодосийская Советская Газета», впоследствии с 1944 года «Победа», которая выходит до настоящего времени.
При втором появлении большевиков в 1919 году издавалась газета «Таврический коммунист», с 30 мая 1919 года «Крымский коммунист», главный редактор С.  М. Мирный. Эти газеты в советской историографии заявлены как предшественники «Красного Крыма», который в итоге просуществует более ста лет и будет известен как «Крымская правда».
Появившаяся в 1934 году газета «Всесоюзная здравница» неоднократно меняла названия, став впоследствии «Крымской газетой».
Морские силы Чёрного и Азовского морей, а позднее Черноморский флот ВМФ СССР с 1920 года издавали газету «Красный Черноморско-Азовский флот», позднее она именовалась «Красный черноморец», а с 1947 года и по настоящее время это газета «Флаг Родины», выходящая в Севастополе. Это одно из старейших непрерывно выходящих изданий Министерства обороны СССР и Министерства обороны РФ. С 2018 года — еженедельник, структурное подразделение газеты Красная звезда.

#### Советская национальная печать в Крыму
С появлением Крымской АССР на полуострове в 1920-е годы появились национальные коммунистические газеты: крымскотатарская «Янъы дюнья» («Новый мир»), немецкая «Die Rote Krim» («Красный Крым»), армянская «Коммунаи занг» («Колокол коммуны»). К 1926 году более половины дотаций бюджета на печать направлялась на крымскотатарскую прессу. Со сворачиванием политики коренизации в 1930-е годы уменьшается количество крымскотатарских изданий.
В июле 1931 года после организации еврейских районов, Крымский обком ВКП(б) принял решение о выпуске первой в Крыму газета на идиш «Ленин вег» (Ленинский путь), орган Фрайдорфского РК ВКП(б) и районного совета. Газета выходила также на русском языке, общий тираж 1500 экземпляров. Фрайдорфская и Лариндорфская МТС на еврейском и русском языках издавали газеты «Клич Политотдела» и «Сталин вег» с периодичностью 10 номеров в месяц. В 1931 года начала работу радиогазета «Эмес». Газеты, являясь органами советской пропаганды, писали об участии трудящихся в социалистическом строительстве, о борьбе бедноты, объединённой в колхозы, за выполнение сталинского призыва «сделать колхозы большевистскими, а колхозников зажиточными», о торжестве ленинско-сталинской национальной политики. С 30 января 1935 года на еврейском и русском языках выходила газета «Сталин вег» орган Лариндорфского РК ВКП(б) и РС, редакторы Е. Г. Невельштейн и А. С. Кацович.

#### Во время Великой Отечественной войны
После падения Перекопа и быстрого подхода к Симферополю немцев десять сотрудников газеты «Красный Крым» во главе с редактором Е. П. Степановым в конце октября 1941 года перебрались в Севастополь, где уже расположился областной комитет ВКП(б). Наборные машины и верстальный цех расположился в подвале дома на улице Фрунзе (ныне — проспект Нахимова). К концу 1941 года в редакции остались Михаил Муцит, Абрам Райчук и Евгений Степанов — обком сократил штат, «лишние люди в осаде — лишние жертвы». Оставшиеся писали передовицы и очерки о севастопольцах, правили оригиналы, готовили к набору корреспонденции читателей, вычитывали телеграммы ТАСС, гранки, составляли макеты, по очереди вели номер, занимались вёрсткой и вычиткой полос. Перед падением Севастополя редакция эвакуировалась на Кавказ. 17 ноября 1960 года решением Севастопольского Горисполкома от имени Президиума ВС СССР Медалью «За оборону Севастополя» была награждена газета "Крымская правда"., что является редким случаем награждения индивидуальной по статусу медалью организации.
Во время обороны Севастополя на армянском языке издавалась Красноармейская газета Крымского фронта «Крымская боевая газета» («Кримян мартакан терт»). В период немецкой оккупации из Москвы выходила газета «Къызыл Къырым».
С началом немецко-румынской оккупации полуострова издание пропагандистских газет осуществляли представители 11-й армии. В это время для местного населения газеты издавались на русском и крымскотатарском языках. Газеты на немецком печатались для нужд армии и администрации. Наиболее известной коллаборационистской газетой являлась «Голос Крыма» (на русском) и «Азат Кърым» (на крымскотатарском). Оккупанты использовали типографские мощности советских изданий и смогли привлечь к работе часть советского персонала. Идеологическая составляющая строго контролировалась отделом прессы Штаба пропаганды «Крым» и отделом культуры управления Службы безопасности (СД) генерального округа «Таврия». К написанию статей привлекались местные кадры для татарской аудитории из Симферопольского мусульманского комитета, для русской — бывшие советские журналисты и деятели оккупационного самоуправления. С марта 1943 года в оккупационных газетах широко продвигалась тематика Русской освободительной армии.
С укреплением партизанского движения в Крыму в августе 1943 году главный редактор газеты «Красный Крым» Е. П. Степанов, художник Э. М. Грабовецкий и сотрудник типографии Сева Лаганбашев были заброшены по воздуху с передвижной типографией в лес к партизанам Крыма, где наладили выпуск листовок и партизанской газеты «За Советский Крым».
После освобождения Крыма в 1944 году немедленно была возобновлена советская периодическая печать. Вернулся из эвакуации в апреле 1944 года в Симферополь «Красный Крым» (ныне «Крымская правда»). Издававшаяся в Севастополе до 1942 года городская газета «Маяк Коммуны» с 1944 года стала выходить как «Славы Севастополя».

### В составе УССР
После передачи Крымской области из РСФСР в Украинскую ССР в Крыму не издавалось украинских национальных газет. В 1955 году, согласно отчету правящей коммунистической партии, среди жителей полуострова было распространено 23 тысячи газет и журналов на украинском языке. Однако газеты полностью повторяли советскую русскоязычную «Советский Крым». Получив визу ЦК 30 сентября 1955 года Крымский обком КПУ принимает постановление "Об издании областной газеты на украинском языке «Советский Крым», базой для её создания послужила «Курортная газета» с переходом издания от городского к областному уровню. Несколько лет подряд тиражом до 50 тысяч экземпляров выходила украиноязычная версия газеты «Радянський Крим», на работу в которую были приглашены журналисты из других областей Украины — Владимир Шахнюк, Николай Миронец, Василий Ковтуненко, Иван Тимошенко и другие. Редактором газеты в тот период был Дмитрий Пограничный.

### Независимая Украина

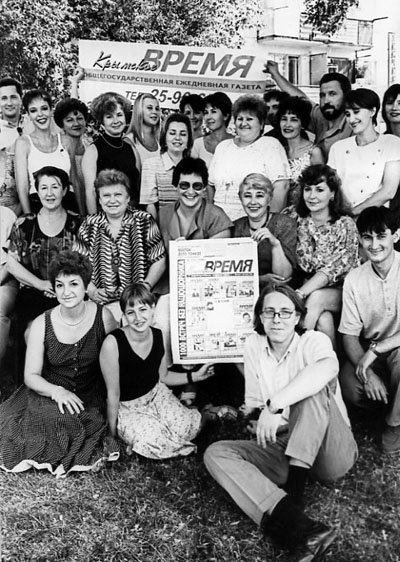
Коллектив «Крымского времени» с тысячным номером газеты

После раздела Черноморского флота СССР ВМС Украины с 1992 года выпускали в Севастополе газету «Флот Украины» на украинском языке. В 2014 году редакция передислоцировалась в Одессу.
Во время расцвета в 1990-е организованной преступности в Крыму, её частичной интеграции во властные структуры журналисты получали угрозы в связи со своей деятельностью. Многие подвергались избиениям, а некоторые погибли. Например, 14 апреля 1995 года главный редактор «Славы Севастополя» В. И. Иванов был тяжело ранен у своего автомобиля, было взорвано взрывное устройство, установленное в мусорном баке. В результате взрыва журналист получил множественные ранения, в больнице ему ампутировали ноги, а 18 апреля он скончался. По состоянию на 2017 год убийство Иванова раскрыто не было.
По состоянию на 2000 год в АР Крым было зарегистрировано 412 русскоязычных издания, 35 — двуязычных (украинский и русский), 15 — на нескольких языках, среди которых была заявлена и крымскотатарская, 4 — на украинском и 32 на других языках.
Наиболее популярными газетами в 2000-е годы являлись такие издания: «Крымская правда», «Крымские известия», «События», «Первая крымская», «Крымский телеграфЪ», «Крымское время», «Авдет», «Крымский обозреватель», «Полуостров», «Голос Крыма» и «Крымская газета».
К 2010 году в АР Крым было зарегистрировано 1349 печатных периодических изданий из которых 1106 составляли газеты. По состоянию на 2013 год при 2662 зарегистрированных печатных изданий реально их них издавалось лишь 222.

### Во время аннексии Россией
После аннексии Крыма зарегистрированными на 2015 год являлись 184 печатных издания. Наиболее тиражными были «Крымская правда» (31 тыс.), «Крымская газета» (26 тыс.) и «Севастопольская газета» (16 тыс.).

## Радиовещание
Радиовещание в Крыму началось 1 мая 1930 года. Тогда в эфир транслировался парад рабочих из Симферополя. До начала Великой Отечественной войны сотрудниками крымского радио являлось около 200 человек. Вещание велось на русском и крымскотатарском языках. С началом войны трансляция крымского радио прекратилось, но для жителей полуострова вещало Всесоюзное радио, где функционировала и крымскотатарская редакция во главе с Юсуфом Болатом.
После депортации 1944 года радиовещание на крымскотатарском было восстановление лишь в 1957 году в Ташкенте. В 1989 году начал свою работу Крымский радиокомитет, где уже со следующего года появилось вещание на крымскотатарском. В 2005 году была создана первая крымскотатарская радиостанция «Мейдан ФМ».
По состоянию на 2015 год по российскому законодательству на полуострове было зарегистрировано 28 радиоканалов.

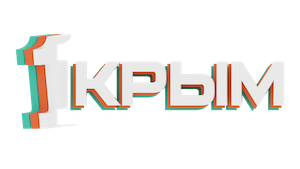
Логотип телеканала «Первый Крымский» (АНО "Телерадиокомпания «Крым»)

## Телевидение
Старейшей телерадиокомпанией на полуострове является ГТРК «Крым», начавший свой эфир 25 января 1959 года. Первая передача транслировалась в течение одного часа. Первоначально строительство телецентра планировалось в Ялте, но в итоге в 1959 году телестудия появилась в Симферополе. К 1980-м годам длина телебашни составляла 190 метров. При этом телецентры функционировали также в Севастополе и Керчи. С 1983 года на телецентрах Крыма началось цветное вещание.
После получения независимости Украины основными конкурентами ГТРК «Крым» стали частные телевизионные компании. Среди них «Черноморская», «Жиса» и «Неаполь». До 2006 года фактическим монополистом в Севастополе являлась Севастопольская региональная государственная телерадиокомпания. Также ВМС Украины финансировали телерадиокомпанию «Бриз». Вещание началось с 1994 года. Канал вещал не только на Севастополь, но и на весь полуостров и являлся единственным телевизионным каналом Крыма, который осуществлял вещание на украинском языке. С 2014 года канал переехал в Одессу.
В 2014 году был произведён ребрендинг ГТРК «Крым», который был преобразован в «Первый крымский», а с 2016 года вещает «Крым 24».

## Интернет-издания
В 2016 году Роскомнадзор заблокировал издание «Крым. Реалии», являющийся частью «Радио Свобода».

## Свобода слова
После аннексии украинского Крыма Россией пресса в Крыму подвергается репрессиям со стороны правительства РФ. Свобода прессы значительно ухудшилась.
После установления контроля РФ над полуостровом средствам массовой информации пришлось зарегистрироваться по российскому законодательству, в результате чего в Крыму независимые СМИ фактически перестали существовать. Трансляция украинских телеканалов на территории полуострова была прекращена ещё до принятия полуострова в состав РФ.
Поддержка возвращения Крыма под контроль Украины, согласно российскому законодательству, является преступлением и может караться заключением на срок до трёх лет. В случае если подобный призыв будет озвучен в СМИ или интернете подобный срок может угрожать заключением до пяти лет. Подобные условия вынудили ряд СМИ и общественных организаций покинуть Крым. В частности полуостров покинули издания «Центр журналистских расследований», «Black Sea News», «События в Крыму», «Черноморская телерадиокомпания», «Информационный пресс-центр» и Таврический институт регионального развития. В ситуации отъезда не поддерживающих аннексию Крыма Россией на полуострове остались работать лишь пророссийские СМИ. По данным Комитета защиты журналистов перерегистрацию в Роскомнадзоре прошли лишь 8 % крымских СМИ (всего — 232 издания). При этом перерегистрацию удалось осуществить лишь 3 из 13 крымскотатарских СМИ. Не смог продолжить деятельность на полуострове и крупнейший крымскотатарский телеканал ATR.
По словам крымского омбудсмена Людмилы Лубиной за 2017 год «каких-либо обращений о нарушении прав средств массовой информации либо отдельных журналистов к Уполномоченному по правам человека в Республике Крым, а также в Министерство внутренней политики, информации и связи Республики Крым не поступало».
Для публикации материалов о ходе судебных заседаний гражданские журналисты и активисты создали общественное движение «Крымская солидарность». После создания движения против 12 участников «Крымской солидарности» были возбуждены уголовные дела, против двух — административные, а ещё двое — в связи с репрессиями были вынуждены покинуть Крым.